# ディスカバリーキッズ
『ディスカバリーキッズ』（Discovery Kids、DK）は、ワーナー・ブラザース・ディスカバリーによって放送されている有料番組。
ディスカバリー社が所有し、フロリダ州マイアミに本社を置くラテンアメリカの有料テレビチャンネルで、ラテンアメリカ版のディスカバリーチャンネルプログラミングブロックとして始める。
このチャンネルは6つのライブフィードに分かれておりパンリージョン、コロンビア、南部、メキシコ、ブラジルで、それぞれに独自のHDサイマルキャストフィードがあるが2019年までこのチャンネルにはHDバージョンのチャンネルがあり、ラテンアメリカ全体に異なるスケジュールで放送されていた。このネットワークは、ジャマイカ、セントクリストファーネイビス、アンティグアバーブーダ、ドミニカ、セントルシア、セントビンセントおよびグレナディーン諸島、バルバドス、グレナダ、トリニダードトバゴでも利用可能。2022年6月現在、ラテンアメリカとインドで販売中。日本でのチャンネルは、現在は利用不可能となった。

## 歴史

### 始まり時代（1996年〜2002年）
1996年11月1日、チャンネルを放送開始。プログラミングは年長の子供と未就学児で意図され、未就学児のプログラミングは朝で放映、年長の子供番組は昼と夕方で放映。チャンネルのオリジナル名前は「ディスカバリーキッズ・チャンネル」。そのスローガンは「ディスカバリーキッズは子供のチャンネルではなく、キッズチャンネルである！」。
1998年、チャンネルの名前で単語は「チャンネル」がドロップされ、そのスローガンは「電池付属」。

### 虹時代（2002年〜2005年）
2002年8月、未就学児の番組は平日で放映、年長の子供番組は週末で放映。チャンネルの現在のスローガンはデビューした。
2003年1月、年長の子供番組を終了し、未就学児チャンネルに変更した。
2004年、ウェブサイトをオープンした。

### ドキ時代（2005年〜2009年）
2005年2月、そのチャンネルマスコットが作られた。彼の名前は「ドキ」。名前は「A Dog for Kids」（ア・ドッグ・フォー・キッズ、子供のための犬）の略語。
2005年3月、チャンネルの新しいイメージが作られ、プロトタイプが2004年10月28日に作られた。
2006年、ドキをフィーチャーでテレビショーツは作った。タイトルは『Doki Descubre』（ドキ・デスクーブレ）。
2008年、新しいマスコットは作られた。彼女の名前は「ムンディ」。アースデーへの作った、彼女はチャンネルの二次的マスコットになった。

### 公園時代（2009年〜2013年）
2009年、チャンネルの新しいイメージは作られました。チャンネルはいくつかのテーマでベースされのスペシャルを作った。番組は変わった：今、チャンネルの人口統計は10歳まで。新しいマスコットたちは作った：「アナベラ」、「フィコ」、「ガビ」、「オト」。
2009年3月30日、メキシコ、アルゼンチン、チリの番組を変更し、2009年5月30日、多くの領域に変更した。2010年10月10日、「ディスカバリーファミリア」に変更した。
2009年12月、ドキをフィーチャーで最初のテレビアニメは作った。タイトルは『Las Aventuras de Doki』（ラス・アヴェントゥーラス・デ・ドキ、ドキの大冒険）。ネルバナによって生産、このテレビアニメは2つのエピソードをそれだけが続いた。
2010年、「Doki Descubre」の放送が終了した。

### 世界時代（2013年〜2016年）
2013年4月15日に、ドキをフィーチャーで2番目のテレビアニメは作った。タイトルは『Doki』（ドキ）。「ポートフォリオ・エンターテインメント」によって生産、このテレビアニメはそのキャンセルまで、6年が続いた。チャンネルの3Dロゴで新しいイメージは作られました。HDフィードは始めた。
2014年9月、チャンネルがワイドスクリーンで放送開始。
2015年10月5日、『パックワールド』はチャンネルで放送を開始し、2003年1月以降、最初年長の子供番組となる。

### 新しい時代（2016年〜2021年）
2016年4月1日、チャンネルの新しいイメージを作った。ドキと友達はバンパーから削除され、『Doki』のテレビアニメは、2019年まで放映。
この時代の間、『ペッパピッグ』は露出オーバーとなる。これはファンからの否定的な受信が結果となった。
2019年12月、チャンネルの古い時代からのプログラム（『Doki』と『Sing×3♪ぼくら、バックヤーディガンズ!』のような）は放送を終了した。

### 現在時代（2021年）
2021年4月8日に、チャンネルの新しいマスコットを作った。彼は名前がないが、彼の非公式の名前は「DI」（ディ）。

## マスコット

### ラテンアメリカ
ラテンアメリカで、チャンネルのマスコットは、「ムンディ」、「アナベラ」、「フィコ」、「ガビ」、「オト」という名前のいくつかの友人を持っていた「ドキ」という名前の白い犬。

### アメリカ
アメリカで、チャンネルのマスコットは「チョンパー」（Chomper）。「チョンパー」はぱくぱく生き物。

## フィード
ラテンアメリカで、全てフィードがスペイン語NTSCブロードキャスト、特に指定しない限り。
- スタンダードフィード（多くの領域）
- メキシコのフィード
- コロンビアのフィード
- 南方のフィード（PAL-N）
- チリのフィード（南方のNTSCサブフィード）
- ブラジルのフィード（ポルトガル語PAL-Mフィード）

## ライブイベント
- La Ronda de Discovery Kids（ラ・ロンダ・デ・ディスカバリーキッズ、ディスカバリーキッズのツアー）：ブラジルの名前は「Cilinda Discovery Kids」（チリンダ・ディスカバリーキッズ）。それは、2006年に10年記念日イベントがあった[9]。
- Discovery Kids: Exploración（ディスカバリーキッズ・エクスプロラチオン、ディスカバリーキッズ・探査）：2009年に実行した。
- ¡En sus marcas, listos, ya!（エン・スス・マルカス、リストス、ヤー！、あなたのマークに、レディ、ゴー！）：2010年にメキシコで実行した。[10]
- Expreso Discovery Kids（エクスプレソ・ディスカバリーキッズ、ディスカバリーキッズ・エクスプレス）：2012年にメキシコとベネズエラに実行した。[11]

## 記事に関する参考資料/ウェブサイト
1. ↑  “Discovery Kids”. 2017年7月14日閲覧。
2. ↑  “Discovery Kids Latin America bulks up on preschool to gain ground in kids pay-TV [ディスカバリーキッズ・ラテンアメリカは、子供の有料テレビで地位を確立するために就学前教育を強化している]” (英語). キッドスクリーン. (2005年5月1日) 2021年11月5日閲覧。
3. ↑  “Tu Discovery Kids（トゥ・ディスカバリーキッズ）” (スペイン語). 2004年3月24日時点のオリジナルよりアーカイブ。2022年1月4日閲覧。
4. ↑  “Doki, una imagen nueva para Discovery Kids （ドキ、ディスカバリーキッズの新着イメージ）”. El Tiempo（エル・ティエンポ）. (スペイン語）、（2005-04-13) {{cite news}}: |date=の日付が不正です。 (説明); |title=で外部リンクを指定しないでください (説明)⚠⚠
5. ↑  Soy Doki（ソーイ・ドキ、僕の名前はドキ） (2021年10月13日). “Soy Doki Bonus Track #01 - Primer aparición（ソーイ・ドキ・ボーナス・トラック：最初の出現）” (スペイン語).   YouTube. 2022年6月30日閲覧。
6. ↑  Soy Doki（ソーイ・ドキ、僕の名前はドキ） (2021年9月23日). “Soy Doki - El Origen de mi nombre - Capitulo 02（ソーイ・ドキ 〜 僕の名前の原点 〜 2章）” (スペイン語).   YouTube. 2022年6月30日閲覧。
7. ↑  Soy Doki（ソーイ・ドキ、僕の名前はドキ） (2021年12月5日). “Soy Doki Bonus Track #03 - Prototipos de Id's（ソーイ・ドキ・ボーナス・トラック：アイデントのプロトタイプ）” (スペイン語).  YouTube. 2021年10月18日閲覧。
8. ↑  “Discovery Kids HD se lanza en Latinoamérica（ディスカバリーキッズHDはラテンアメリカで打ち上げ）” (スペイン語). プレンサリオ. 2021年12月5日閲覧。
9. ↑  “RONDA DISCOVERY KIDS, EN COLOMBIA（コロンビアに、ディスカバリーキッズのツアー）” (スペイン語). エル・ティエンポ (2007年4月24日). 2021年12月5日時点のオリジナルよりアーカイブ。2021年12月5日閲覧。
10. ↑  “Discovery Kids renueva su imagen（ディスカバリーキッズはそれのイメージで改修する）” (スペイン語). トタル・メディオス (2009年3月29日). 2022年1月5日時点のオリジナルよりアーカイブ。2022年1月5日閲覧。
11. ↑  “Expreso Discovery Kids en Galerias Valle Oriente（「ガレリアス・ヴァイェ・オリエンテ」に「ディスカバリーキッズ・エクスプレス」）” (スペイン語). 2021年12月20日時点のオリジナルよりアーカイブ。2016年9月6日閲覧。